# Kanton Terrasson-Lavilledieu
Kanton Terrasson-Lavilledieu (francouzsky Canton de Terrasson-Lavilledieu) je francouzský kanton v departementu Dordogne v regionu Akvitánie. Tvoří ho 16 obcí.

## Obce kantonu
- La Bachellerie
- Beauregard-de-Terrasson
- La Cassagne
- Châtres
- Chavagnac
- Coly
- Condat-sur-Vézère
- La Dornac
- La Feuillade
- Grèzes
- Le Lardin-Saint-Lazare
- Pazayac
- Peyrignac
- Saint-Rabier
- Terrasson-Lavilledieu
- Villac